# Copuyo
Copuyo är en ort i Mexiko.   Den ligger i kommunen Tzitzio och delstaten Michoacán de Ocampo, i den södra delen av landet, 190 km väster om huvudstaden Mexico City. Copuyo ligger 994 meter över havet och antalet invånare är 117.
Terrängen runt Copuyo är kuperad åt nordost, men åt sydväst är den bergig. Copuyo ligger nere i en dal. Runt Copuyo är det glesbefolkat, med 8 invånare per kvadratkilometer. Närmaste större samhälle är Triguillos, 17,6 km norr om Copuyo. I omgivningarna runt Copuyo växer huvudsakligen savannskog.